# Salade Cobb
La salade Cobb est une recette américaine de salade, à base de salades (laitue, cresson, endives et romaine), tomate, bacon grillé, filet de poulet bouilli, grillé ou rôti (mais pas frit), œuf dur, avocat, ciboulette, roquefort, et vinaigrette au vin rouge. Des olives noires sont parfois ajoutées.
Une façon simple de retenir les ingrédients de la salade est de retenir le mnémonique anglais EAT COBB : Egg, Avocado, Tomato, Chicken, Onion, Bacon, Blue Cheese, et de rajouter la salade.

## Origine
De nombreuses histoires racontent l'invention de cette salade de manières diverses. L'une d'elles dit qu'elle serait apparue dans les années 1930, au restaurant Hollywood Brown Derby, où elle est devenue un plat vedette. Elle porte le nom du patron du restaurant, Robert Howard Cobb.
Les différents récits ne s’accordent pas sur l’identité de l’inventeur de la salade : Cobb ou son cuisinier, Chuck Wilson. Une légende veut que Cobb, après n’avoir rien mangé pendant toute une journée, l’ait composée en rassemblant des restes. Cette histoire datée de 1937 est relatée dans la série Larry et son nombril (saison 2, épisode 3), lorsque Larry David cherche à réfuter que le grand-père de Cliff Cobb, un autre personnage, ait inventé cette salade.
Une autre version de l'origine de cette salade en attribue l'invention à Robert Kreis, chef cuisinier du restaurant en 1929 (année de l'ouverture), qui l'aurait baptisée en l'honneur de Robert Cobb.